# Matthias Killing

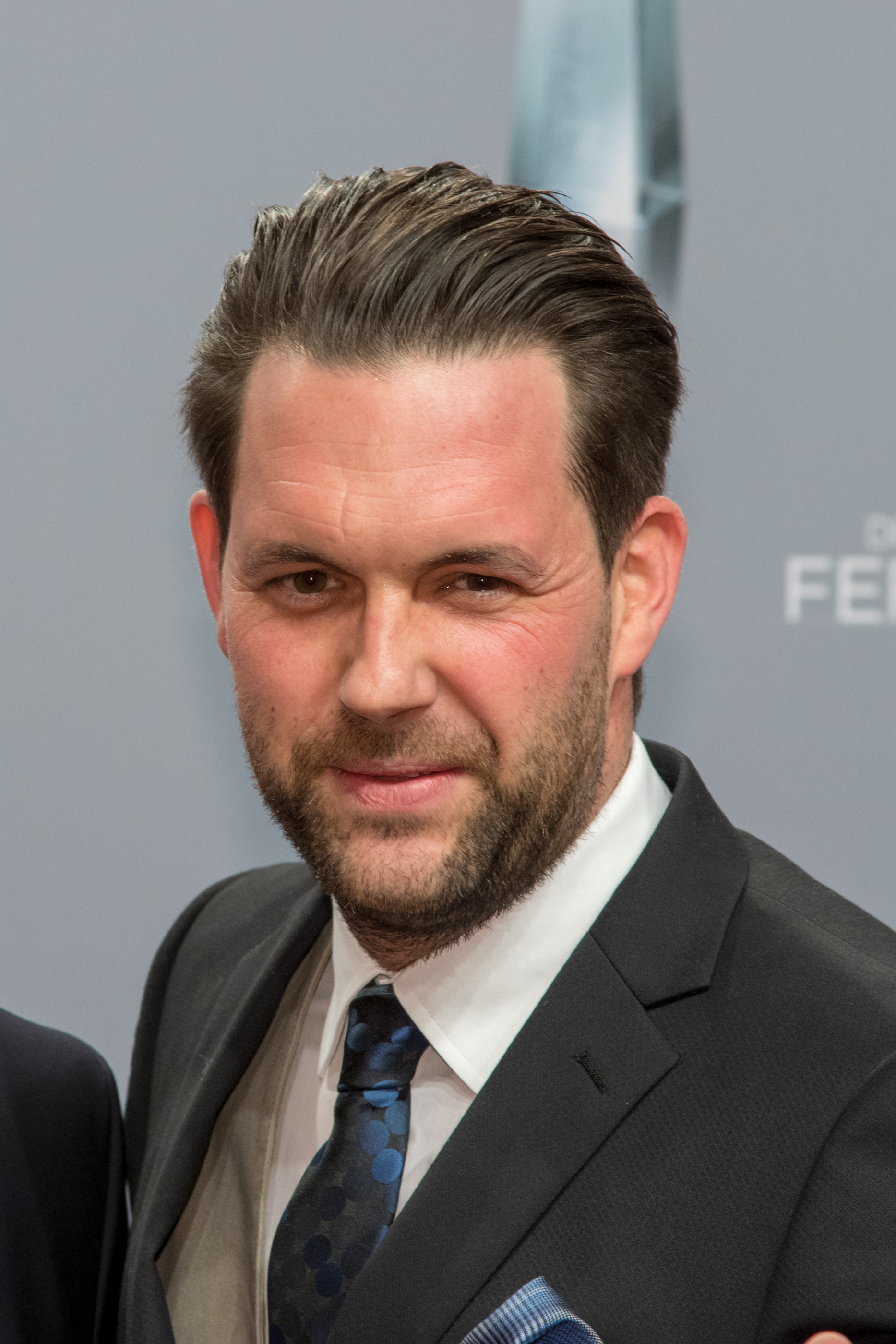
Matthias Killing, 2018

Friedrich Matthias Killing (* 15. September 1979 in Hagen-Dahl) ist ein deutscher Veranstaltungs- und Fernsehmoderator.

## Leben und Wirken
Matthias Killing sammelte bereits während seiner Schulzeit journalistische Erfahrung beim „Wochenkurier“. Killing moderierte beim Privatsender NRW.TV die Sendeformate Background, Innofact NRW-Trend und die NRW-News. 2009 wechselte er zur ProSiebenSat.1-Gruppe, bei der er die Nachfolge von Nadine Krüger im Sat.1-Frühstücksfernsehen antrat. Dort moderierte er zusammen mit Karen Heinrichs, Simone Panteleit und Jan Hahn, seit Oktober 2014 mit Alina Merkau. Seit August 2010 arbeitet er zusätzlich für Ran – Sat.1 Fußball als Moderator und Field-Reporter der Champions League und Europa League.
Daneben ist er Moderator der Box-Sendungen bei Sat.1 und moderiert Formate wie Das große ProSieben Promiboxen und The Biggest Loser. Als Sportmoderator ist Matthias Killing zudem bei Sport1 (Fußball und Basketball) und LIGA total! tätig.

Außerdem moderiert Matthias Killing auf verschiedenen Veranstaltungen und Galas. Seit 2006 ist er Stadionsprecher beim Tennisturnier am Hamburger Rothenbaum und moderiert jedes Jahr die deutschen Meisterschaften im Hockey. Seit dem Herbst 2014 ist Killing Warm-Upper in der Halle im InselPark Hamburg, bei Heimspielen der Basketballmannschaft Hamburg Towers in der ProA.

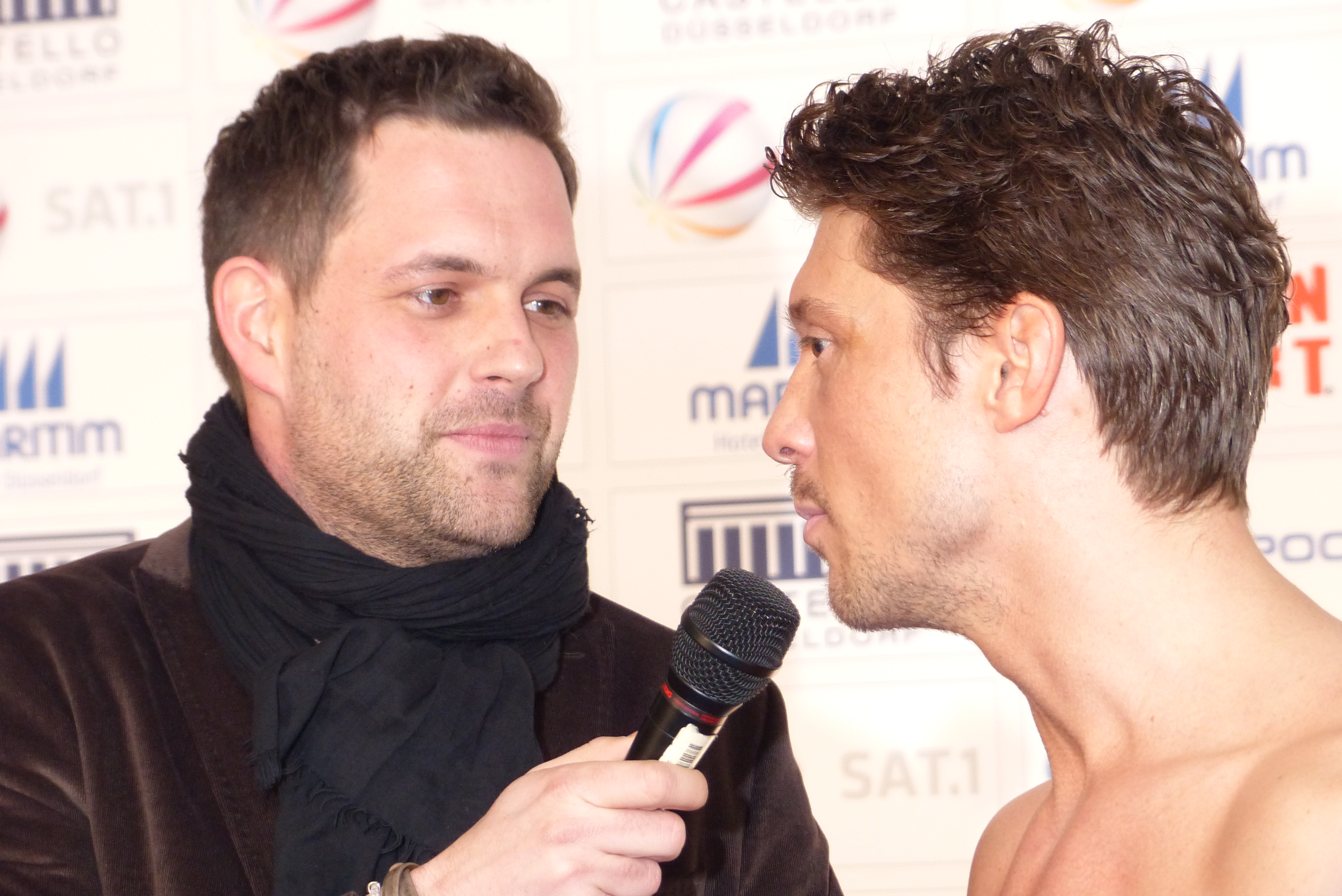
Matthias Killing im Interview, offizielles Wiegen – Promiboxen 2013

## Fernsehmoderationen
- 2005–2006: GIGA real
- 2006–2009: diverse Sendungen bei NRW.TV
- seit 2009: SAT.1-Frühstücksfernsehen[2] (Moderation)
- seit 2010: ran – Fußball (Moderation)
- seit 2011: Doppelpack – Die Fußball-Analyse (Sport1)
- seit 2010: ran – Boxen (Moderation)
- seit 2011: Moderator bei LIGAtotal!
- 2012: Das große ProSieben-Promiboxen
- seit 2012: The Biggest Loser – Finalshow
- seit 2012: ran – Basketball (Moderation)
- 2012, 2015–2017: ran Football (Moderation)
- 2013: Das große SAT.1 Promi-Boxen
- seit 2013: ran – Tennis (Moderation)
- 2013: Der große SAT.1 IQ Test 2013
- 2016: Live@McDonald’s – Moderator für Big Mac TV
- seit 2016: 21 Schlagzeilen – Sat.1
- 2018: Fort Boyard (Moderation) – Sat.1
- 2018–2019: Endlich Feierabend! (Moderation, Vertretung) – Sat.1
- 2018, 2020: Akte (Moderation, Vertretung) – Sat. 1
- 2020: Bild – Corona Spezial – Sat.1